# Kovankivka (Naderjînșciîna), Poltava
Kovankivka (în ucraineană Кованьківка) este un sat în comuna Naderjînșciîna din raionul Poltava, regiunea Poltava, Ucraina.

## Demografie
Componența lingvistică a localității Kovankivka
     Ucraineană (97,86%)
     Rusă (2,14%)
Conform recensământului din 2001, majoritatea populației localității Kovankivka era vorbitoare de ucraineană (97,86%), existând în minoritate și vorbitori de rusă (2,14%).